# União das Freguesias de Calvão e Soutelinho da Raia
Die União das Freguesias de Calvão e Soutelinho da Raia ist eine portugiesische Gemeinde (Freguesia) im Kreis (Concelho) Chaves im Norden Portugals.

## Geschichte
Die Gemeinde entstand im Zuge der Gebietsreform vom 29. September 2013 durch die Zusammenlegung der ehemaligen Gemeinden Calvão und Soutelinho da Raia. Calvão wurde Sitz der neuen Verwaltung.

## Demographie
| Freguesia | Freguesia                   | Freguesia | Freguesia       | ehemalige Freguesias | ehemalige Freguesias | ehemalige Freguesias | ehemalige Freguesias |
| --------- | --------------------------- | --------- | --------------- | -------------------- | -------------------- | -------------------- | -------------------- |
| Wappen    | Freguesia                   | Einwohner | Fläche in (km²) | Wappen               | Freguesia            | Einwohner            | Fläche in (km²)      |
|           | Calvão e Soutelinho da Raia | 431       | 28,36           |                      | Calvão               | 350                  | 19,8                 |
|           | Calvão e Soutelinho da Raia | 431       | 28,36           | Soutelinho da Raia   | 150                  | 8,57                 |                      |